# Доріа (страва)
Доріа (яп. ドリア) — японський гратен з рису, креветок та морських гребінців, вкритий соусом бешамель та присипаний сиром перед запіканням. Це приклад страви йошоку.
Рисовий гратен доріа — це творіння швейцарського шеф-кухаря Салі Вейла, що почав працювати в 1927 році в готелі New Grand в Йокогамі з ціллю представлення французької кухні в Японії. Доріа — це адаптація класичного французького гратену, де картопля замінена рисом; до страви додали також креветки та морські гребінці лат. Pecten maximus, яких в той час було багато в Японії. Страва була імпровізована шеф-кухарем для хворого клієнта готелю.
Іноді креветки та гребінці замінюють курятиною.
Згідно з однією гіпотезою, назва страви походить від імені генуезького адмірала Андреа Доріа.